# Микицей Марія Дмитрівна
Марія Дмитрівна Микице́й (27 липня 1965, Івано-Франківськ — 5 травня 2025) — українська поетеса, журналістка. Зараховується до так званого Станіславського феномену.

## Біографія і творчість
Народилася 1965 року в Івано-Франківську. Закінчила фізичний факультет Київського державного університету. Працює журналістом.
Авторка чотирьох збірок верлібрів: «Саламандра» (2001 р.), «У затінку шафранів» (2006 р.), «Інфра» (2014 р.), поетичної книжки «Плетиво» (2018 р.) у спвавторстві з харківською поеткою Юлією Баткіліною та книжки міського фентезі «Чужі бажання» (2018 р.) теж у співавторстві з Юлією Баткіліною, одна з авторів альманаху «Станіслав плюс два» (2002 р.), учасниця міжнародних літературних фестивалів та поетичних читань. Видала три книжки прози: книжки для дітей «Будинок, який умів розмовляти» Київ, Грані-Т 2012,та для дорослих — романи «Трофей на довгу пам'ять», Івано-Франківськ, Лілея-НВ, 2013 і роману «Dolce Vita» (Diskursus, Брустури, 2019), Марія Микицей є лауреатом івано-франківської міської премії ім. І. Франка (2012) в галузі літератури та журналістики за «Трофей на довгу пам'ять».
Учасниця багатьох міжнародних літературних фестивалів та поетичних читань — зокрема на факультеті славістики Віденського університету у рамках колегіуму докторантів за програмою «Галичина і мультикультурний спадок», Міжнародного фестивалю мистецтв «Карпатський простір/ Carpathian Space» та XVI Міжнародного літературного фестивалю «Поети без кордонів» імені Анджея Бартинського.
Друкувалась у часописах «Четвер», «Дзвін», «Лель», «Кур'єр Кривбасу», в антологіях «Цех поетів» (2000), "Рай- хата" (2016), «Ми з дев'яностих. Віднайдене покоління» (2017), «Ломикамінь» (2018) та «М'ята» (2018).
Вірші перекладалися російською, німецькою, англійською, польською, а також мовою есперанто. Останні перекладні публікації з'явилася 2019 року — в польському альманасі «Fraza» Жешувського університету — добірка віршів в перекладах Богдана Задури, а також мовою есперанто у часописах "Penseo", Китай, "Turka Stelo" (Туреччина), "TERanidO" (Республіка Корея) у 2021 р. (перекладач — Петро Паливода).
Живе і працює в Івано-Франківську.

За висловом Володимира Єшкілєва, 
|  | Марія Микицей підсвідомо намагається побудувати в українській літературі знаково-образний комплекс “анти-Забужко” як альтернативну концепцію сучасної жіночої лірики. |

## Твори
- Нормальне урбаністичне життя. Проза, Україна 1994, № 6, с. 20-21.
- Саламандра, Івано-Франківськ: Лілея-НВ, 2001.
- У затінку шафранів, Івано-Франківськ: Лілея-НВ, 2006, ISBN 966-668-132-3.
- «Будинок, який умів розмовляти», Київ: Грані-Т, 2012.
- «Трофей на довгу пам'ять», Івано-Франківськ: Лілея-НВ, 2013.
- «Інфра», Івано-Франківськ: Лілея-НВ, 2014.
- «Чужі бажання» (міське фентезі), Київ: Каяла, 2018.

## Джерело
- Мала українська енциклопедія актуальної літератури, Плерома, 3, проект Повернення деміургів — Івано-Франківськ: Лілея-НВ, 1998. — с. 73, с. 258 (вірші).
- Наталя Мочернюк «Поєднання баченого і неочікуваного від Марії Микицей» — http://bukvoid.com.ua/reviews/books/2012/07/26/160100.html Жанна Куява «Тут навчать фантазувати і тебе, і маму з татом!» — http://vsiknygy.net.ua/shcho_pochytaty/23336/ Наталія Кушніренко «Мандрівка з Марією Микицей» — http://artvertep.com/news/21595.html